# Matouba
Matouba è un centro abitato francese del comune di Saint-Claude, in Guadalupa.
Da un punto di vista storico, la località è famosa per Louis Delgrès, infatti qui si trova proprio un monumento dedicatogli, e, da un punto di vista turistico, è rinomata per partenze di varie escursioni.